# Tibiče
Tibiče (nemško Tibitsch) je naselje v Občini Teholica v Okraju Celovec-dežela na Koroškem v Avstriji.